# پورشه کاین

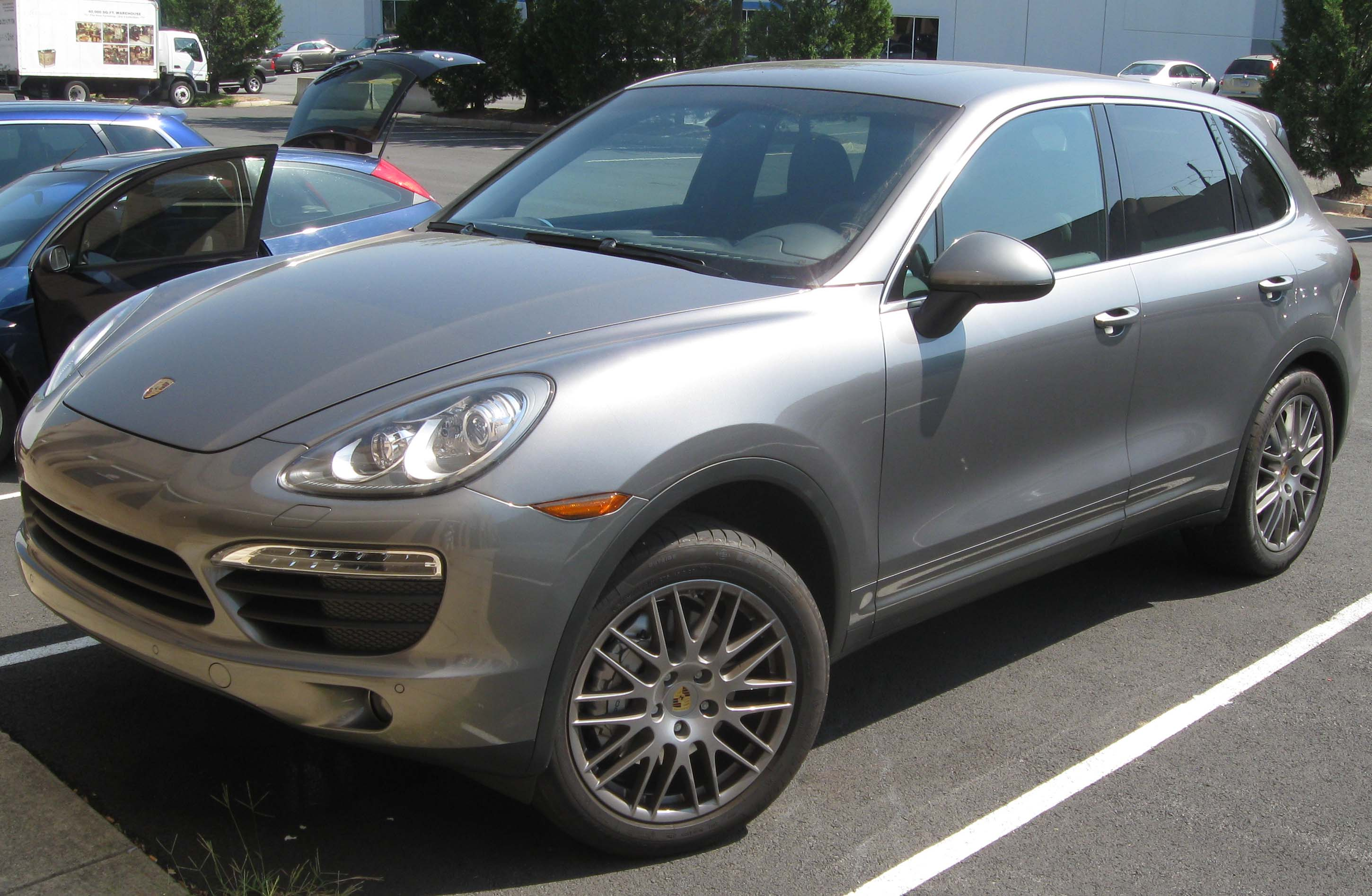
پورشه کاین مدل ۹۵۸

پورشه کایِن (به آلمانی: Porsche Cayenne) یک خودروی پنج سرنشین سایز متوسط لوکس است که از سال ۲۰۰۲ توسط شرکت آلمانی پورشه تولید می‌شود. کاین اولین خودرو با موتور وی۸ است که از سال ۱۹۹۵، از تاریخ متوقف شدن تولید پورشه ۹۲۸ به بعد توسط پورشه ساخته شده. این خودرو با شماره مدل ۹۵۵ (۲۰۰۲–۲۰۰۶)، مدل ۹۵۷ (۲۰۰۷–۲۰۱۰) و ۹۵۸ (۲۰۱۱-اکنون) تولید شده‌است. اولین رونمایی از مدل ۹۵۸ در نمایشگاه ماشین ژنو ۲۰۱۰ صورت گرفت.